# Kardzsali megye
Kardzsali megye (bolgárul: област Кърджалийска) kis megye Bulgária délkeleti részében. Északról Plovdiv és Haszkovo megyék, keletről Haszkovo megye, délről Görögország, nyugatról pedig Plovdiv és Szmoljan megyék határolják.

## Kistérségek
Kardzsali megyében összesen 6 kistérség található:
- Ardino kistérség, székhelye Ardino
- Chernoochene kistérség, székhelye Csernoocsene
- Dzsebel kistérség, székhelye Dzsebel
- Kirkovo kistérség, székhelye Kirkovo
- Krumovgrad kistérség, székhelye Krumovgrad
- Momcsilgrad kistérség, székhelye Momchilgrad

## Lakosság
2001-ben a megye összlakossága 164.019 fő volt, ebből:
- 101 116 török (61,6%)
- 55 939 bolgár (34,1%)
- 1264 cigány (0,8%)
- 5700 egyéb nemzetiségű (3,5%)

1. ↑  https://www.nsi.bg/bg/content/2975/%D0%BD%D0%B0%D1%81%D0%B5%D0%BB%D0%B5%D0%BD%D0%B8%D0%B5-%D0%BF%D0%BE-%D0%BE%D0%B1%D0%BB%D0%B0%D1%81%D1%82%D0%B8-%D0%BE%D0%B1%D1%89%D0%B8%D0%BD%D0%B8-%D0%BC%D0%B5%D1%81%D1%82%D0%BE%D0%B6%D0%B8%D0%B2%D0%B5%D0%B5%D0%BD%D0%B5-%D0%B8-%D0%BF%D0%BE%D0%BB